# Ulice i place osiedla Kortowo w Olsztynie
Ulice i place osiedla Kortowo w Olsztynie – alfabetyczny opis ulic i placów osiedla Kortowo.

## Astronomów
Ulica znajduje się w południowej części Kortowa. Z obu stron łączy się z ulicą Promienistą. Przy ulicy znajdują się głównie domy mieszkalne.

## Cieszyński plac
Plac znajduje się w środkowej części Kortowa. Na południe, po przejściu przez ulicę Licznerskiego, znajduje się plac Łódzki. Do końca drugiej wojny światowej, plac znajdował się w środku oddziału niemieckiej służby zdrowia - lazaretu wojennego. Dzisiaj wokół placu znajdują się budynki należące do uniwersytetu, m.in. Wydział Nauki o Żywności.

## Dybowskiego Benedykta
Ulica położona jest w południowej części Kortowa. Łączy aleję Warszawską (na wschodzie) z ulicą Słoneczną (na zachodzie). Przy ulicy znajduje się Kościół pw. Św. Franciszka z Asyżu oraz niektóre budynki UWMu.
Ulicą przebiegały trasy linii autobusów miejskich nr 3, 9, 15, 22, 30, 32, 33 i 101.
Nazwę ulica zawdzięcza Benedyktowi Dybowskiemu, polskiemu przyrodnikowi i podróżnikowi.

## Gwiezdna
Ulica Gwiezdna znajduje się w południowej części Kortowa. Przy ulicy znajdują się domy mieszkalne.

## Heweliusza Jana
Ulica znajduje się w środkowej części Kortowa. Na wschodzie łączy się z aleją Warszawską. Przy ul. Heweliusza znajduje się przystań Kortowska.
Nazwę ulica zawdzięcza Janowi Heweliuszowi, gdańskiemu astronomowi.

## Kalinowskiego Kazimierza
Ulica znajduje się w południowo-wschodniej części Kortowa. Na zachodzie łączy się z aleję Warszawską. Przy ulicy znajdują się głównie budynki mieszkalne.
W ciągu ul. Kalinowskiego znajduje się most nad Łyną.
Nazwę ulica zawdzięcza Kazimierzowi Kalinowskiemu, profesorowi UWM.

## Kanafojskiego Czesława
Ulica znajduje się w środkowej części Kortowa. Łączy ulicę Słoneczną (na zachodzie) z ulicą Oczapowskiego (na wschodzie). Przy ulicy znajdują się m.in. budynki należące do UWM.
Nazwę ulica zawdzięcza Czesławowi Kanafajskiemu, profesorowi.

## Licznerskiego Jana
Zlokalizowana na wschodzie Kortowa. Łączy ulicę Prawocheńskiego i plac Cieszyński. Przy ulicy znajdują się niektóre budynki UWM.
Nazwę ulica zawdzięcza Janowi Licznerskiemu.

## Łódzki plac
Plac znajduje się w środkowej części Kortowa. Na północ, po przejściu przez ulicę Licznerskiego, znajduje się plac Cieszyński. Do zakończenia drugiej wojny światowej, plac znajdował się w środku oddziału niemieckiej służby zdrowia - lazaretu wojennego. Przy placu znajdują się budynki UWM, dawniej znajdowało się też Kino Student.

## Księżycowa
Ulica znajduje się w południowo-zachodniej części Kortowa. Na wschodzie łączy się z ulicą Słoneczną. Przy ulicy znajdują się domy mieszkalne.

## Obitza Kurta

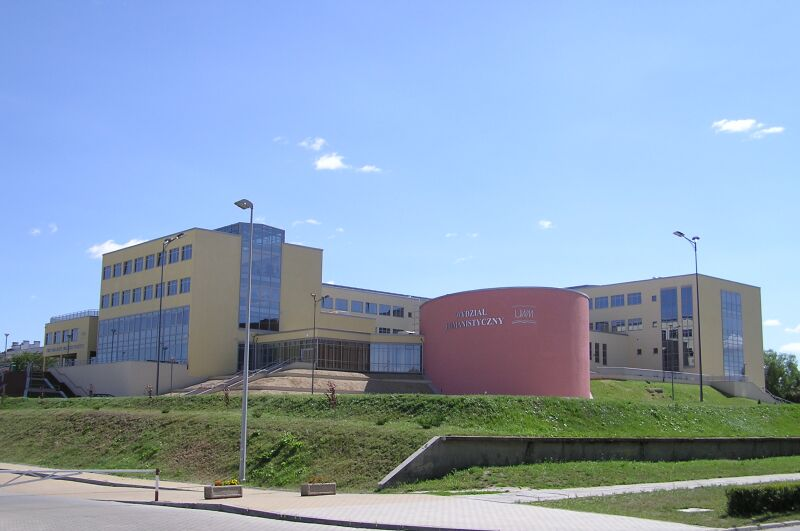
Wydział Nauk Humanistycznych przy ul. Obitza

Ulica znajduje się w południowej części Kortowa. Łączy ulicę Dybowskiego (na północy) z ulicą Słoneczną (na południu). Przy ulicy znajdują się budynki należące do UWM m.in. Wydział Humanistyczny.
Nazwę ulica zawdzięcza Kurtowi Obitzowi, lekarzowi weterynarii, działaczowi mazurskiemu i więźniowi obozu koncentracyjnego w Dachau.

## Oczapowskiego Michała

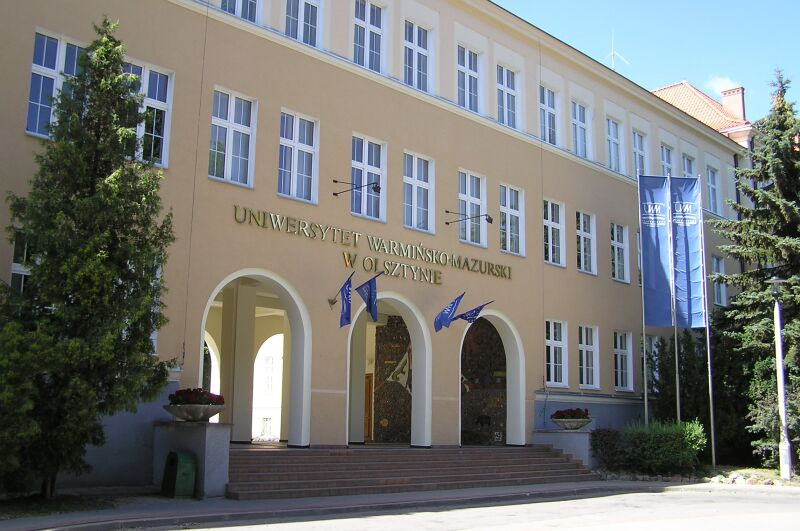
Rektorat UWM przy ul. Oczapowskiego

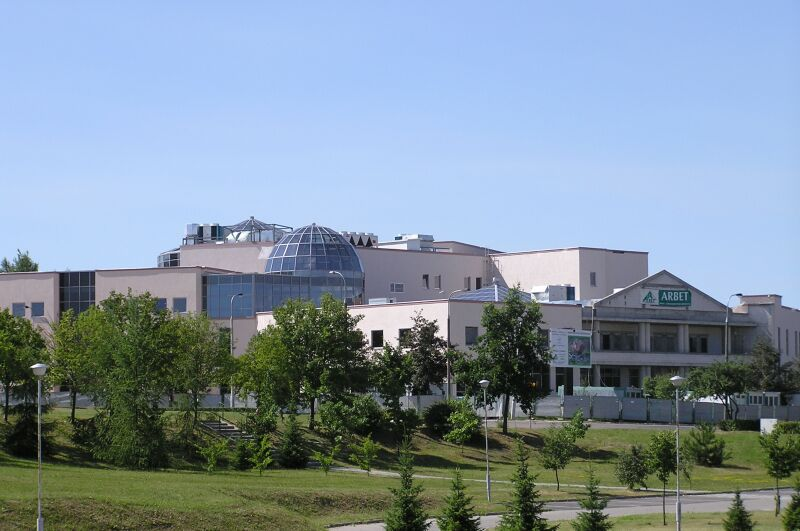
Biblioteka Główna UWM przy ul. Oczapowskiego

Ulica łączy okolice placu Cieszyńskiego (na północy) z ulicą Obitza (na południu). Znajduje się przy niej wiele budynków i wydziałów UWM, m.in. Rektorat, Biblioteka Główna UWM oraz wydziały: Bioinżynerii Zwierząt, Biologii, Kształtowania Środowiska i Rolnictwa, Medycyny Weterynarnej, Nauk Technicznych, Ochrony Środowiska i Rybactwa, budynek AZSu oraz hotel „Żak”.
W ciągu ulicy znajduje się most nad Kortówką.
Nazwę ulica zawdzięcza Michałowi Oczapowskiemu, profesorowi Uniwersytetu Wileńskiego.

## Prawocheńskiego Romana
Ulica zlokalizowana jest w środkowej części Kortowa. Łączy aleję Warszawską i ulicę Tuwima (na wschodzie) z ul. Heweliusza (na północy). Przy ulicy znajdują się budynki UWM, m.in. Wydział Geodezji i Gospodarki Przestrzennej, Wydział Nauk Ekonomicznych oraz hala sportowa.
Nazwę ulica zawdzięcza zootechnikowi prof. Romanowi Prawocheńskiemu.

## Promienista
Ulica znajduje się w zachodniej części Kortowa. Przy ulicy znajdują się budynki mieszkalne.

## Słoneczna
Znajduje się w środkowej i południowej części Kortowa. Łączy aleję Warszawską (na południu) z ulicą Kanafojskiego (na północy). Przy Słonecznej znajdują się budynki mieszkalne oraz budynki użytkowe.
W ciągu ulicy znajduje się most nad Kortówką.
Przy ulicy zlokalizowana jest także pętla autobusów miejskich Stary Dwór, z której korzystają linie 103, 130, 302, 303, 305 i 309, a także pętla Słoneczny Stok, do której dojeżdżają linie 109 i nocna N02.

## Świetlista
Ulica znajduje się w południowej części Kortowa. Łączy się z ulicą Dybowskiego (na południu).

## Tęczowa
Zlokalizowana w zachodniej części Kortowa.

## Tuwima Juliana
Ulica istniejąca od XX wieku, jako droga o nawierzchni nieutwardzonej, łączyła Kortowo z Nagórkami. Dziś ulica jest częścią drogi krajowej nr 51. Ulica przebiega równolegle do alei Obrońców Tobruku. Rozciąga się od skrzyżowania z aleją Warszawską i ulicą prof. Prawocheńskiego do skrzyżowania z aleją Sikorskiego i ulicą Synów Pułku.
W ciągu ulicy Tuwima znajduje się most na Łynie.

## Aleja Warszawska
Dawna Hohensteinerstraße. Aleja jest jedną z ważniejszych arterii komunikacyjnych Olsztyna. Główna część alei zaczyna się przy skrzyżowaniu z ulicami Śliwy, Barczewskiego, Polnej i Kazimierza Jagiellończyka i biegnie aż do granic administracyjnych miasta, jest także częścią drogi krajowej nr 51. Przy alei, na terenie Kortowa, znajdują się koszary wojskowe i niektóre budynki UWM, m.in. Wydział Prawa i Administracji.

## Zodiakalna
Ulica znajduje się w południowej części Kortowa. Łączy ulicę Słoneczną (na północy) z ulicą Gwiezdną (na południu).